# Skórzec (Mazovie)
Pour les articles homonymes, voir Skórzec.
Skórzec (prononciation : [ˈskuʐɛt͡s]) est un village polonais de la gmina de Skórzec dans le powiat de Siedlce de la voïvodie de Mazovie dans le centre-est de la Pologne.
Le village est le siège administratif (chef-lieu) de la gmina appelée gmina de Skórzec.
Il se situe à environ 11 km au sud-ouest de Siedlce (siège du powiat) et à 79 km à l'est de Varsovie (capitale de la Pologne).
Le village comptait approximativement une population de 969 habitants en 2007.

## Histoire
De 1975 à 1998, le village appartenait administrativement à la voïvodie de Siedlce.

Depuis 1999, il appartient administrativement à la voïvodie de Mazovie